# Gyula Juhász
Dans le nom hongrois Juhász Gyula, le nom de famille précède le prénom, mais cet article utilise l’ordre habituel en français Gyula Juhász, où le prénom précède le nom.
Pour les articles homonymes, voir Juhász.
Gyula Juhász, né le 4 avril 1883 à Szeged et mort le 6 avril 1937 dans la même ville, est un poète hongrois.
« Hálót fon az est, a nagy, barna pók,
Nem mozdulnak a tiszai hajók. »
— Tiszai csönd (« Le silence de la Tisza »), 1910

        
« Le soir tisse sa toile, grande araignée brune,
Les bateaux de la Tisza sont immobiles. »

## Biographie
Gyula Juhász naît en 1883 à Szeged. Son père est agent principal des postes et télégraphes, sa mère l'élève dans une ambiance familiale caractérisée par l'enthousiasme pour les écrits et les actes de Kossuth et de Petőfi ainsi que par une grande piété religieuse. C'est un enfant timide et introverti. Il étudie de 1893 à 1902 au lycée piariste de Szeged, où il entre en noviciat en août 1899 mais renonce finalement à devenir prêtre en mai 1900.
Il est ensuite étudiant de hongrois et de latin jusqu'en 1906 à l'université de Pest, où il se lie d'amitié avec les poètes Babits, Kosztolányi, Gábor Oláh. En 1904, lors d'une manifestation étudiante, il est blessé à la tête et à la main droite par le sabre d'un policier ; cet événement marquera sa vision du pouvoir et de la violence, et il le mentionnera fréquemment. L'université lui permet non seulement de réussir l'examen de professeur et d'enseigner dans divers lycées au cours de sa vie, mais aussi d'acquérir une solide formation en lettres classiques : c'est ainsi qu'il aimera utiliser dans sa poésie ultérieure les formes classiques du sonnet et de la ballade, ou également des formes plus exotiques comme tanka et haïku japonais.
Il est un des fondateurs du mouvement poétique de Nagyvárad (aujourd'hui Oradea en Roumanie) qui publie en 1908-1909 l'anthologie poétique moderne A holnap (« Demain »), considérée comme l'un des fondements de la littérature hongroise moderne. Il fait alors la connaissance de l'actrice Anna Sárvári, dont l'amour impossible lui inspirera pendant presque vingt ans des poèmes (Anna-versek) qui sont parmi les meilleurs de sa production.
Au début de la Première Guerre mondiale, il est favorable à la guerre par désir de revanche contre la Russie qui avait écrasé la Révolution hongroise de 1848, mais il devient ensuite plus sensible aux malheurs et aux problèmes sociaux créés par la guerre. Lors de la courte période de pouvoir communiste en 1919, il est sans doute le seul poète hongrois de renom à avoir accueilli ce régime avec un enthousiasme sincère, ce dont il paie ensuite le prix : ne pouvant plus enseigner ni avoir droit à une retraite, il doit vivre de ses vers et de ses articles.
Sa collaboration avec Nyugat et la vie littéraire de Budapest n'est jamais en fait très abondante, et son thème de prédilection est sa région de naissance : la grande plaine hongroise, la rivière Tisza, le village de Tápé près de Szeged. Après 1920, ce thème se charge aussi d'un message social par l'évocation de la dure vie des paysans de la région. Cependant, il s'isole de plus en plus à Szeged, et dans ses dernières années, alors même que sa poésie est de plus en plus connue et appréciée, son instabilité émotionnelle prend le dessus. Il ne sort plus guère de sa chambre, n'écrit plus que des poèmes de moindre valeur, et après de nombreuses tentatives sans succès, il se suicide en 1937.

## Honneur
L'astéroïde (602922) Juhászgyula est nommé en son honneur.